# Helmut Fend
Helmut Fend (* 26. Dezember 1940 in Hohenems, Vorarlberg) ist ein österreichischer Erziehungswissenschaftler und Hochschullehrer.

## Leben
Nach der Matura 1960 und der Ausbildung zum Volksschullehrer unterrichtete er an einklassigen Volksschulen in Vorarlberg. Er studierte Psychologie und Pädagogik an der Universität Innsbruck und absolvierte 1965/66 einen Studienaufenthalt an der University of London. Am 18. Juli 1967 folgte die Promotion unter den Auspizien des Bundespräsidenten in den Fächern Erziehungswissenschaft und Psychologie an der Universität Innsbruck.
Ab 1968 war er am Institut für Erziehungswissenschaft der Universität Konstanz und am Zentrum für Bildungsforschung tätig. In den Jahren 1978/79 war er Leiter des Landesinstituts für Schule und Weiterbildung des Landes Nordrhein-Westfalen in Düsseldorf. 1979 übernahm er erneut die Professur an der Universität Konstanz. Ab 1987 wirkte er als Ordinarius für Pädagogische Psychologie an der Universität Zürich. Er ist seit 2006 emeritiert.

## Forschungsschwerpunkte
Fends frühe Werke entwickelten eine soziologische Schultheorie. Seine Schwerpunkte in Forschung und Lehre an der Universität Zürich sind Entwicklung im Jugendalter, Bildungssysteme und Schulentwicklung. So entwickelte er das Angebots-Nutzungs-Modell für den Unterricht. Seine Forschungsschwerpunkte sind zusammengefasst Sozialisations- und Erziehungsforschung, Empirische Bildungsforschung, Geschichte und Soziologie von Bildungssystemen, Entwicklungspsychologie des Jugendalters, Lebenslaufforschung. Fend ist Mitgründer der seit 1979 laufenden LifE-Studie, die Lebensverläufe von drei Generationen (Großeltern, Eltern, Kinder) wissenschaftlich untersucht (Längsschnittstudie).

## Ehrungen (Auswahl)
Er ist Ehrendoktor der Universität München (2007) und der Universität Innsbruck (2024).

## Schriften
Seine Dissertation Sozialisierung und Erziehung (1969) ist ein Standardwerk der Erziehungswissenschaft.
Es folgten vier Bände einer „Soziologie der Schule“ (1974–1979):
- Gesellschaftliche Bedingungen schulischer Sozialisation, Weinheim, Basel: Beltz, 1974
- Schulklima / 1. Soziale Einflussprozesse in der Schule, Beltz 1977
- Gesellschaftliche Bedingungen schulischer Sozialisation, Beltz, 1979, 5. Aufl., (13. – 14. Tsd.)
- Sozialisation durch Literatur, Beltz, 1979

Ein Standardwerk ist die Theorie der Schule, 2. Aufl. München 1981 (zuerst 1980) ISBN 3-541-40852-9.
Weitere Bücher:
- Vom Kind zum Jugendlichen: Der Übergang und seine Risiken (1990)
- Eltern und Freunde. Soziale Entwicklung im Jugendalter (1998),
- Qualität im Bildungswesen (2001),
- Entwicklungspsychologie des Jugendalters (2005),
- Neue Theorie der Schule. Das Bildungswesen als institutioneller Akteur der Menschenbildung (2006)
- Geschichte des Bildungswesens. Der Sonderweg im europäischen Kulturraum (2006)
- Schule gestalten: Systemsteuerung, Schulentwicklung und Unterrichtsqualität (2008)
- Zusammen mit Fred Berger, Urs Grob: Lebensverläufe, Lebensbewältigung und Lebensglück. Ergebnisse der LifE-Studie (2009)